# Svenkoeltzia
Svenkoeltzia – rodzaj roślin z rodziny storczykowatych (Orchidaceae). Obejmuje 3 endemiczne gatunki występujące w Meksyku w Ameryce Środkowej.

## Systematyka
Rodzaj sklasyfikowany do podplemienia Spiranthinae w plemieniu Cranichideae, podrodzina storczykowe (Orchidoideae), rodzina storczykowate (Orchidaceae), rząd szparagowce (Asparagales) w obrębie roślin jednoliściennych.
Wykaz gatunków
- Svenkoeltzia congestiflora (L.O.Williams) Burns-Bal.
- Svenkoeltzia luzmariana R.González
- Svenkoeltzia patriciae R.González